# Зелёновка (Одесская область)
Зелёновка (укр. Зеленівка) — село, относится к Белгород-Днестровскому району Одесской области Украины.
Население по переписи 2001 года составляло 177 человек. Почтовый индекс — 67730. Телефонный код — 4849. Занимает площадь 0,63 км².

## История
В 1945 г. Указом ПВС УССР село Эйгенгейм переименовано в Зеленовку.

## Местный совет
67730, Одесская обл., Белгород-Днестровский р-н, с. Староказачье, ул. Горького, 35